# Volcán Ocotécatl
Volcán Ocotécatl är en vulkan i Mexiko.   Den ligger i delstaten Distrito Federal, i den sydöstra delen av landet, 40 km söder om huvudstaden Mexico City. Toppen på Volcán Ocotécatl är 3 477 meter över havet, eller 123 meter över den omgivande terrängen. Bredden vid basen är 0,83 kilometer.
Terrängen runt Volcán Ocotécatl är kuperad åt nordväst, men åt sydost är den bergig. Runt Volcán Ocotécatl är det ganska tätbefolkat, med 230 invånare per kvadratkilometer. Närmaste större samhälle är Milpa Alta, 11,9 km norr om Volcán Ocotécatl. I omgivningarna runt Volcán Ocotécatl växer i huvudsak blandskog.